# 우이도국민학교 경치도분실
우이도국민학교 경치도분실은 대한민국 전라남도 신안군에 있었던 초등학교다.

## 학교 연혁
- 1968년 4월 23일 우이도국민학교 경치도분실 개설
- 1968년 4월 23일 도서벽지학교 '갑'급 지정
- 1979년 2월 1일 도서벽지학교 '특'급 조정
- 1982년 3월 1일 도서벽지학교 '갑'급 조정
- 1982년 12월 31일 폐실 및 우이도국민학교 통폐합